# Uri Ari’el
Uri Jehuda Ari’el (hebr.:  אורי אריאל, ur. 22 grudnia 1952 w Afuli) – izraelski polityk, od 2015 do 2019 minister rolnictwa, w latach 2013–2015 minister budownictwa, w latach 2001–2019 poseł do Knesetu.
W wyborach parlamentarnych w 1999 nie dostał się do izraelskiego parlamentu, jednak wszedł do parlamentu w zastępstwie w 2001 roku. Od tego czasu zdobywał mandat w kolejnych wyborach parlamentarnych i zasiadał w Knesetach XV, XVI, XVII, XVIII, XIX i XX kadencji.
18 marca 2013 jako polityk partii Żydowski Dom wszedł w skład rządu Binjamina Netanjahu obejmując funkcję ministra budownictwa i mieszkalnictwa. 14 maja 2015 w nowym rządzie Netanjahu objął resort ministra rolnictwa i rozwoju wsi.
Był przewodniczącym partii Tekuma wchodzącej (obok (Narodowa Partii Religijnej i Moledetu) w skład Żydowskiego Domu. W 2019 utracił to stanowisko na rzecz Becalela Smotricza. W wyborach utracił miejsce w parlamencie.